# Rue Saint-Bernard (Toulouse)
Pour les articles homonymes, voir Rue Saint-Bernard.
La rue Saint-Bernard (en occitan : carrièra de Sant Bernat) est une voie de Toulouse, chef-lieu de la région Occitanie, dans le Midi de la France. 

## Situation et accès

### Description
La rue Saint-Bernard est une voie publique. Elle se trouve à l'est du quartier Arnaud-Bernard.
Elle naît de la place Saint-Sernin, dans l'axe du chevet de la basilique Saint-Sernin. Rectiligne, longue de 171 mètres et large de 10 mètres, elle offre d'ailleurs une perspective sur le chevet et le clocher. Elle reçoit, à droite, après 46 mètres, la rue Henri-Beraldi. Enfin, après avoir reçu, à gauche, la rue Pouzonville, elle se termine au carrefour du boulevard de Strasbourg.
La chaussée compte une seule voie de circulation automobile en sens unique, de la place Saint-Sernin vers le boulevard de Strasbourg. Elle appartient à une zone de rencontre et la vitesse y est limitée à 20 km/h. In n'existe pas de bande, ni de piste cyclable, quoiqu'elle soit à double-sens cyclable.

### Voies rencontrées
La rue Saint-Bernard rencontre les voies suivantes, dans l'ordre des numéros croissants (« g » indique que la rue se situe à gauche, « d » à droite) :
1. Place Saint-Sernin
2. Rue Henri-Beraldi (d)
3. Rue Pouzonville (g)
4. Boulevard de Strasbourg

## Odonymie

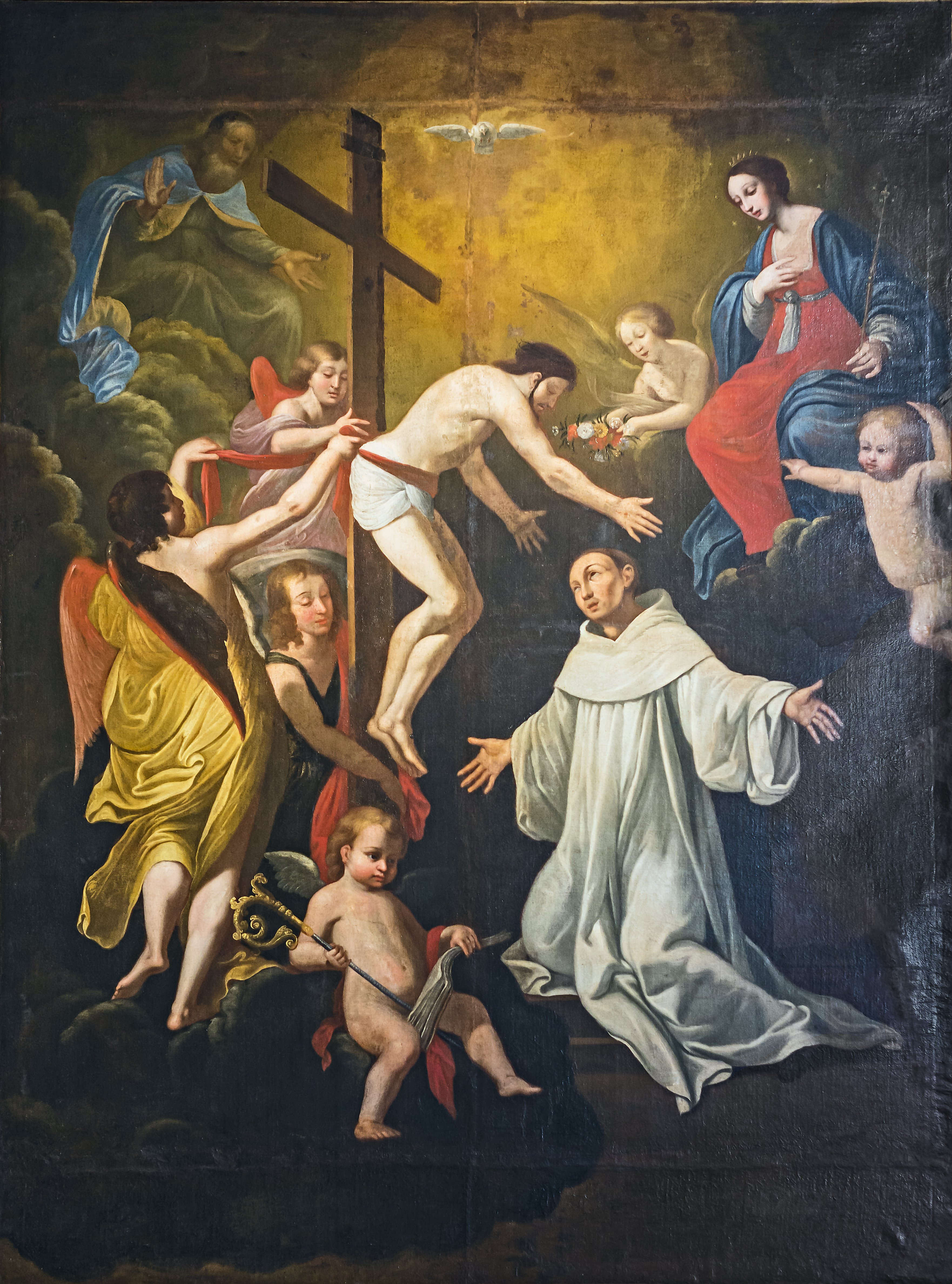
Le Christ apparaissant à Saint-Bernard (XVIIe siècle, cathédrale Saint-Étienne).

La rue Saint-Bernard porte ce nom depuis le XVIIe siècle au moins – on ne sait pas quels noms plus anciens elle a pu avoir. Elle le tient d'un ancien collège de l'université de Toulouse, le collège Saint-Bernard, qui avait été construit entre 1280 et 1294 pour les religieux cisterciens de l'abbaye de Grandselve : la chapelle du collège était ainsi placée sous l'invocation de Bernard de Fontaine (1090-1153). Abbé de Clairvaux, actif réformateur et promoteur de l'ordre cistercien, il joue un rôle de premier plan dans les affaires de l'Église, particulièrement lors du concile de Troyes en 1129, puis dans le schisme qui déchire la papauté entre Anaclet II et Innocent II entre 1130 et 1138. En 1145, il est un proche du nouveau pape, Eugène III, qui le charge de prêcher la deuxième croisade en Orient. À la même époque, inquiet des progrès des hérésies, il parcourt le Midi de la France afin de prêcher contre les cathares : il connaissait la région pour avoir refondé l'abbaye de Grandselve en 1144.
En 1794, pendant la Révolution française, on donna à la rue Saint-Bernard le nom de rue l'Exactitude, mais elle ne le conserva que quelques mois. En 1808, comme la manufacture de faïence Fouque s'était installée dans les bâtiments de l'ancien collège Saint-Bernard, la rue fut parfois nommée rue de la Fayencerie, mais c'est bien sous sa première appellation qu'on finit par la désigner définitivement.

## Patrimoine et lieux d'intérêt

### Cinéma ABC
Un petit cinéma de quartier, le cinéma Olympia, est fondé par M. Imbert vers 1925. En 1966, il est racheté par le Ciné-Club de la jeunesse de Toulouse, devenu Association pour la promotion du cinéma, qui y projetait des films depuis les années 1950, et fonde le cinéma ABC. Entre 1975 et 1976, un nouvel immeuble est construit : il comprend trois salles de cinéma, une salle d'exposition, un centre de documentation et une salle de réunion. Le bâtiment et sa façade sur la rue Saint-Bernard ont été profondément remaniés à la suite de travaux menés entre 2008 et 2009.

### Groupement Saint-Bernard

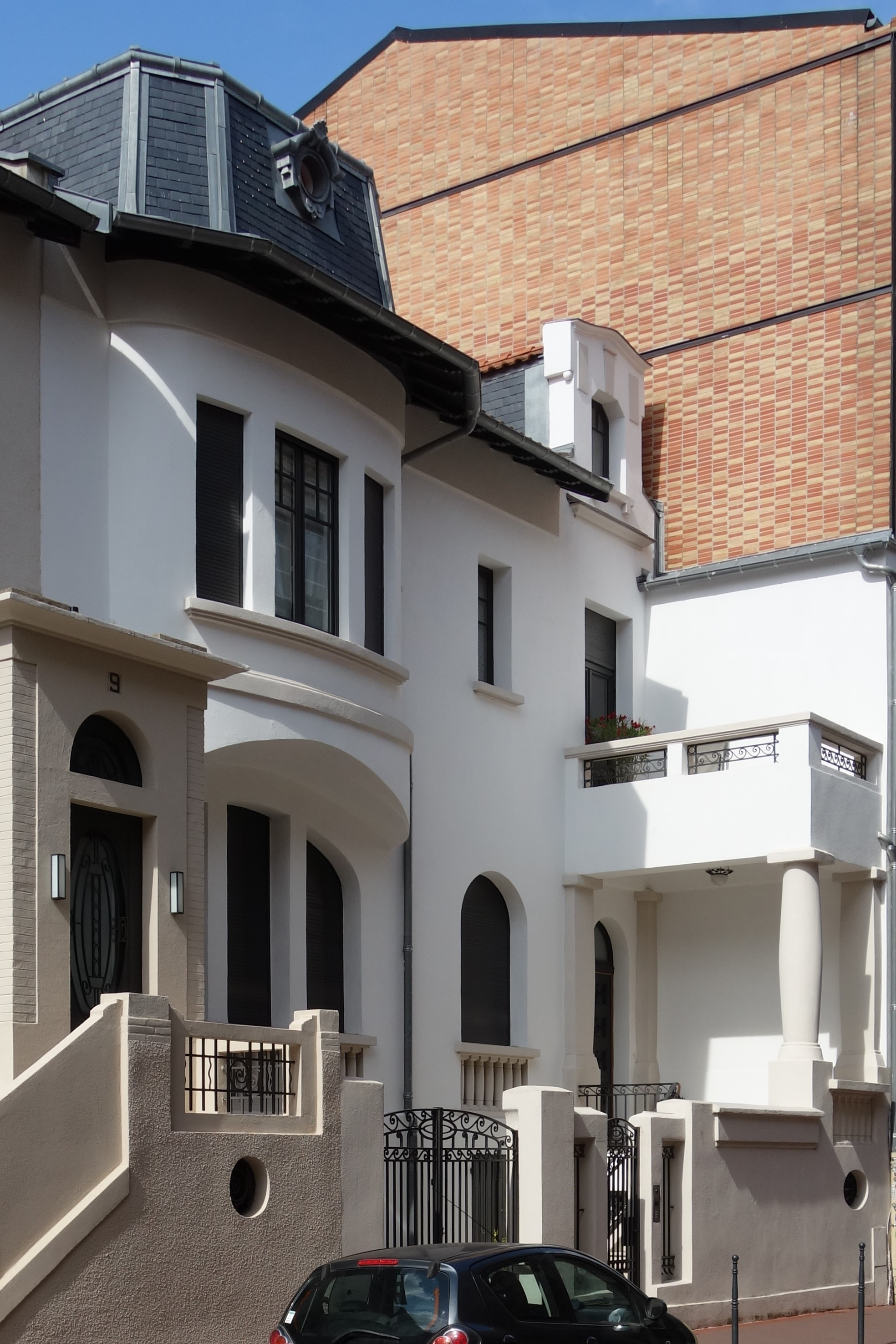
no 11 : maison Pouey.

Le groupement Saint-Bernard est un ensemble de quatre maisons mitoyennes, construites en 1925 pour quatre propriétaires : le docteur Jean Reygasse (actuel no 5), maître Fédou (actuel no 7), M. Sudre (actuel no 9) et M. Pouey (actuel no 11). Elles ont fait l'objet d'un projet d'ensemble, confié aux architectes Jules Calbairac et Robert Armandary. On peut leur adjoindre la maison du docteur Joseph Charry (actuel no 3), construite en 1926 par le seul Robert Armandary. Les cinq maisons, implantées en retrait de la rue, présentent une grande harmonie dans la composition, dans la continuité des éléments architecturaux, quoique chacune possède des éléments décoratifs propres. Elles possèdent également une organisation intérieure similaire : le rez-de-chaussée est occupé par le garage et les pièces de service, le 1er étage par les pièces de réception et  le 2e étage par les chambres, et elles ouvrent sur un jardin en fond de parcelle. Elles forment en fin de compte un ensemble représentatif de l'Art déco à Toulouse. 
- no  3 : maison Charry. 
La maison est construite en 1926 pour le docteur Joseph Charry. Elle abrite le cabinet médical du docteur, côté rue, et le logement de la famille Charry, côté jardin. La façade s'élève sur trois niveaux (un rez-de-chaussée et deux étages). Elle est seulement animée par le jeu des saillies et des ouvertures, de tailles et formes différentes. Le rez-de-chaussée est occupé par le garage et une salle de sport. Un escalier hors-œuvre mène au 1er étage. Dans la travée centrale s'ouvre la porte, surmontée d'une marquise en béton et, au 2e étage, d'une étroite fenêtre. La travée de gauche est mise en valeur par un oriel, percé d'une fenêtre triple au 1er étage. La travée de droite joue aussi de la dissymétrie de ses ouvertures. Le vestibule d'entrée dessert à gauche la salle d'attente et à droite le cabinet de consultation. Au fond, un escalier de quelques marches permet d'accéder au logement et à la salle de séjour – la cuisine et l'office sont rejetés au fond de la pièce. Le séjour profite de grandes baies vitrées qui ouvrent sur la terrasse, en surplomb du jardin. Un escalier mène au 2e étage, occupé par les chambres[8],[9]

- no  5 : maison Reygasse. 
La maison est construite en 1925 pour le docteur Jean Reygasse et se compose d'un cabinet médical, côté rue, et du logement familial, côté jardin. C'est la plus petite des cinq maisons du groupement Saint-Bernard. Elle est séparée de la rue par un mur de clôture percé de deux portails en ferronnerie aux motifs géométriques. Elle présente sur la rue une façade très sobre, en béton enduit. Un escalier droit au garde-corps en béton donne accès au 1er étage. La porte est surmontée d'une marquise en charpente et tuile qui repose sur des consoles en béton. Elle est encadrée par deux fenêtres en plein cintre avec linteau en brique et agrafe en béton. Le 2e étage est percé de deux fenêtres rectangulaires qui encadrent un oculus octogonal. L'élévation est couronnée par un large avant-toit qui repose sur des aisselliers en bois[10],[11].

- no  7 : maison Fédou. 
La maison de M. Fédou est construite en 1925[10],[12].

- no  9 : maison Sudre. 
La maison de M. Sudre est construite en 1925[10],[13].

- no  11 : maison Pouey. 
La maison de M. Pouey est construite en 1925. Elle est, en comparaison avec les autres, particulièrement imposante. La façade, en béton, joue de l'asymétrie des ouvertures. Le rez-de-chaussée est occupé par le garage, tandis qu'un escalier mène à une terrasse, protégée sous le balcon du 2e étage, qui ouvre sur la porte d'entrée. La travée de gauche est éclairée par de larges fenêtres triples. Au 1er étage, elles sont réunies sous un arc segmentaire et ont de faux garde-corps à balustres. Au 2e étage, elles s'inscrivent dans un oriel en saillie, surmonté d'un pavillon. À l'intérieur, la porte ouvre sur un vestibule qui mène à un vaste hall en double hauteur, qui dessert le grand et le petit salon du côté de la rue, le fumoir la salle à manger, la cuisine et l'office du côté du jardin. Un escalier à quart tournant mène au 2e étage, occupé par quatre chambres[10],[14].

### Immeubles
- no  2 : immeuble Bergès. 
L'immeuble de rapport qui s'élève à l'angle de la place Saint-Sernin (actuel no 16) est construit en 1908 par l'architecte Georges Masquet pour le compte de M. Bergès. Le bâtiment, de style éclectique, présente un plan en L, autour d'une cour intérieure. La façade est remarquable pour son utilisation de la pierre de taille. Le rez-de-chaussée, occupé par un café, est éclairé par de grandes ouvertures rectangulaires. Les deux premiers étages sont réunis par des pilastres colossaux et percés de hautes fenêtres doubles, mises en valeur par leur chambranle et leur agrafes sculptés, des lambrequins en fonte et des balconnets aux garde-corps à motifs géométriques, également en fonte. Le 2e étage est surmonté d'un entablement orné de triglyphes et d'une corniche à denticules. Les 3e et 4e étage correspondent à une surélévation de l'immeuble réalisée en 1973[15].

- no  17 : immeuble (deuxième moitié du XIXe siècle, Étienne Gazagne)[16].

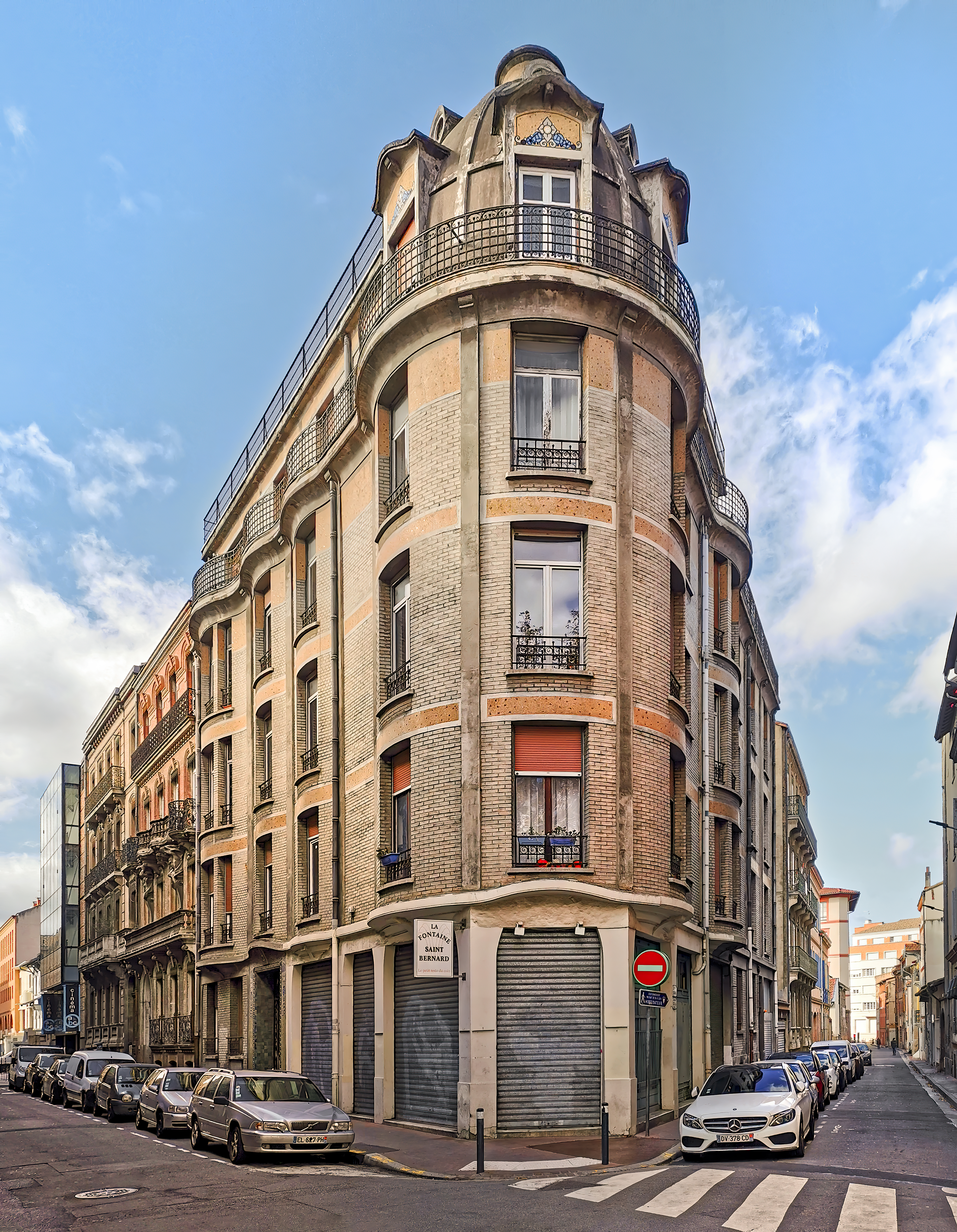
no 19 : l'immeuble Bonzom à l'angle de rue Pouzonville.

- no  19 : immeuble Bonzom. 
Un immeuble de rapport est construit entre 1919 et 1920 par l'architecte Edmond Pilette pour le compte de M. Bonzom et de la Société pyrénéenne d'entreprise. Il s'agit de la première réalisation toulousaine de l'architecte qui, né à Armentières et formé à l'école des Beaux-Arts de Paris, vient de s'installer à Toulouse. Il donne ici un exemple d'architecture rationaliste, en laissant lisible la structure en béton de l'édifice. Le décor de briques vernissées, de mosaïques et les motifs géométriques des ferronneries de la porte et des garde-corps annoncent le goût de l'Art déco.
L'immeuble s'élève, à l'angle de la rue Pouzonville, sur sept niveaux : un sous-sol, un rez-de-chaussée et cinq étages. Au rez-de-chaussée, la porte d'entrée a un encadrement polychrome de briques vernissées et de carreaux de céramique et a conservé sa ferronnerie. Le niveau est occupé à droite par un magasin, à gauche par un bureau et un studio. Aux étages, la façade est animée par les ondulations des bow-windows en légère saillie. Elle est rythmée par la mise en valeur de l'ossature de béton qui forme un quadrillage : les bandeaux verticaux évoquent des pilastres d'ordre colossal, les bandeaux horizontaux sont ornés de mosaïques. L'angle de l'immeuble, qui fait face au boulevard de Strasbourg, est traité comme une rotonde, couronnée par un dôme. Il conserve cependant une couverture en béton, tandis que les lucarnes sont mises en valeur par un décor de fleurs en mosaïque. La distribution intérieure se fait par un grand escalier à noyau creux, laissant la place à un ascenseur. Chaque étage est occupé par un appartement : la salle à manger, un bureau, un petit et un grand salon se répartissent le long de la rue Saint-Bernard, tandis que les quatre chambres s'ouvrent sur la rue Pouzonville[17],[18].